# Ернст Карл Абе
Ернст Карл Абе (на немски: Ernst Karl Abbe) е германски физик, оптик, астроном, предприемач и социален реформатор. Той създава, заедно с Карл Цайс и Ото Шот, основите на модерната оптика: теорията на микроскопа и производството на оптично стъкло, разработва редица други оптични инструменти и спомага много за световната слава на фирмата „Carl Zeiss AG“.

## Биография
Роден е на 23 януари 1840 г. в Айзенах, Германия. Израства при скромни условия – баща му е майстор в предачница. Благодарение на личната финансова помощ на работодателя на баща му, Юлиус фон Айхел-Щрайбер, Абе завършва основно училище, а след това – гимназия с убедително добри оценки. Още тогава се вижда неговата надареност в областта на природните науки, подкрепена с една силна воля. Това подтиква бащата, въпреки финансовите трудности, да осигури следването му в Йена (1857 – 1859) и Гьотинген (1859 – 1861), което Абе подпомага с даването на частни уроци. Към това допринася финансово (1858 – 1859) и семейството на Айхел-Щрайбер.
След дипломирането си на 23 март 1861 г. Абе започва работа като асистент в обсерваторията в Гьотинген. Работи за кратко (1861 – 1862) към Физическото дружество във Франкфурт на Майн, а скоро след това (8 август 1863) се хабилитира в Йена. През 1870 г. получава професорско звание, а през 1878 става директор на обсерваторията в Йена. През 1889 г. е избран за член-кореспондент в Баварската академия на науките.
През 1871 г. се жени за Елзе Снел, дъщеря на професора по физика и математика Карл Снел, с която имат две дъщери.

## Творчески постижения
През 1866 г. Абе получава предложение от инженер-механика Карл Цайс, което преобръща целия му живот: Абе трябва да постави изготвянето на микроскопи на научна основа. Дотогава производството на тези уреди се състои главно в едно изкуство на пробите и грешките, а не следва предписания, основани на подробни изчисления. Съвместната работа на Абе и Цайс не може да бъде разклатена и от първоначалния неуспех: първият микроскоп, построен според изчисленията на Абе показва по-малко възможности от тези, направени по старите методи. Това действа като предизвикателство върху Абе и води до разработването на теория за създаденото от микроскоп изображение, както и на метод за оценка на разделителната способност. След тези подобрения в теорията качеството на произведените микроскопи така отчетливо се повишава, че Цайс решава (1876 г.) да направи Абе свой съдружник с дял в капитала на фирмата. Международното признание идва през 1878 г. с почетното членство в Кралското микроскопско дружество в Лондон.
Важна предпоставка за едно равномерно-добро качество на произвежданите оптични системи е овладяването на производството на различни марки оптично стъкло с повторяеми свойства и особено разработката на нови видове стъкла.
Един успех за Абе е привличането на Ото Шот от Витен в Йена, където заедно с Карл Цайс и сина му Родерих основават (1884) фирмата „Glastechnisches Laboratorium Schott & Genossen“, която по-късно става световноизвестната „Schott AG“. Пруското правителство също оказва финансова помощ.

## Социални въведения и идеи
Абе категорично не споделя идеите на социалдемократите, но изповядва необходимостта и убедено работи за сътрудничество на всички класи на обществото в една нация.
През 1888 г. Абе, след смъртта на бащата Цайс, става едноличен собственик на фирмата и я трансформира в компания с управителен борд, състоящ се от представители на държавата, на град Йена, на университета и на самите нейни работници. Най-подробно тази организация е описана в Хартата на целите и задачите на предприятието, правата и отговорностите на всички служители. Значително място в Устава има уреждането на социалните въпроси. Въведен е 8-часов работен ден, 12-дневен годишен отпуск, пенсии и т.н. Всеки служител, както и директора Абе, за когото работи, да получават заплати и дял от печалбата в съответствие с ежегодните приходи, като максималната заплата на всеки служител не трябва да превишава минималната от повече от десет пъти. От печалбата на Дружеството се влага значителен дял за научни изследвания, друг за образователните цели, третият – да се осигури предприятието в случай на неблагоприятен ход на стопанската дейност. По-късно с такива активи е построена модерна физическа лаборатория за Университета в Йена, която струва 500 000 марки, а също Народен дом с читални и зали за концерти и лекции, образцова градска библиотека, детска болница, санаториум, стадион, плувен басейн, оптичен музей, планетариум, дом за децата на работниците. От тези средства са изплащани големи суми за преподавателите в „Народния университет“.
По съвременната терминология компанията „Carl Zeiss Jena“ е планирана и става мощен градообразуващ и социален фактор за града и жителите на Йена.

## Почести и отличия
Абе има безспорни постижения в областта на оптиката и оптичното уредостроене. На негово име са наречени редица понятия и уреди, които той е разработил: компаратор на Абе, рефрактометър на Абе, число на Абе, синусово условие (на Абе), инвариант на Абе, компараторен принцип на Абе, кондензор на Абе, (диспергираща) призма на Абе, призма на Поро-Абе, призма на Абе-Кьониг (виж статията бинокъл).
В негова чест е кръстен и кратер на Луната.